# لعبة الموت (فلم)
لعبة الموت هو فيلم قام الممثل بروس لي ببطولته، لكن لم يكمله بسبب وفاته، وبعد سنوات أُكمل الفيلم بممثل بديل.

## وصلات خارجية
- مقالات تستعمل روابط فنية بلا صلة مع ويكي بيانات